# Olbus krypto
Olbus krypto är en spindelart som beskrevs av Ramírez, Lopardo och Alexandre B. Bonaldo 200. Olbus krypto ingår i släktet Olbus och familjen flinkspindlar. Inga underarter finns listade i Catalogue of Life.